# السمك المفلطح
السمك المفلطح هو من رتبة (المفلطحات (Pleuronectiformes)) من الأسماك شعاعيات الزعانف (ray-finned) الأسماك القاعية (demersal fish)، ويطلق عليها أيضًا Heterosomata، وأحيانًا تصنف كرتيبة من الفرخيات. في العديد من الأنواع، تقع كلتا العينين على جانب واحد للرأس، بواحدة أو أخرى مهاجرة من خلال وحول الرأس أثناء النمو. وبينما توجه بعض الأنواع جانبها الأيسر للأعلى، توجه بعض الأنواع الأخرى جانبها الأيمن للأعلى، وتوجه أنواع أخرى الجانبين إلى الأعلى.
والعديد من سمك الطعام المهم، موجود في هذه الرتبة، من ضمنهم المفلطح، التربوت العملاق، سمك موسى، والهلبوت. وهناك أكثر من 400 نوع في تلك الرتبة. وتستطيع بعض الأسماك المفلطحة أن تموه نفسها على قاع المحيط.

## الخصائص

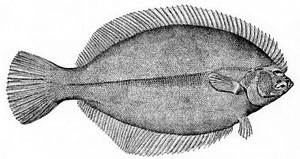
الأسماك المفلطحة غير متناظرة، فكلتا العينين يقعان على نفس الجانب من الرأس

أكثر خصائص الأسماك المفلطحة وضوحًا هي عدم تناظرها، فكلتا العينين تقعان في السمكة البالغة على نفس الجانب من الرأس. في بعض الفصائل، تكون العيون دائمًا على جانب البدن الأيمن (اليمنى أو السمكة المفلطحة يمنية الأعين)، وعند آخرين، تكون الأعين دائمًا على الجانب الأيسر (اليسرى أو السمكة المفلطحة يسارية الأعين). ويتضمن التربوت الشائك البدائي عددًا متماثلاً من الأسماك يمينية الأعين والأسماك يسارية الأعين، وهي بشكل عام متناظرة أكثر من الفصائل الأخرى. ومن الخصائص الأخرى المميزة للرتبة، وجود أعين يمكن إبرازها، ويعد ذلك دربًا آخر للتكيف مع الحياة على قاع البحر (قاعيات)، وامتداد الزعنفة الظهرية على الرأس.
ويكون سطح السمكة غير المواجه لقاع البحر مصطبغًا، وعادةً ما يؤدي دوره في التمويه، وإن كان أحيانًا يظهر بأنماط ألوانٍ زاهية. هذا وتستطيع بعض الأسماك المفلطحة أيضًا أن تغيير ألوانها لتتطابق مع الخلفية، وهي تشبه في ذلك الحرباء. وعادةً يكون جانب البدن المفتقد للأعين، والذي يواجه قاع البحر، بلا ألوان أو فاتح للغاية.
وتأكل أسماك المفلطح والتربوت الشائك الأسماك الأصغر، ولها أسنان جيدة التطور. وأحيانًا ما تطارد هذه الأسماك فريستها في المياه المتوسطية، بعيدًا عن القاع، وتظهر أشكالاً للتكيف أقل حدة من الفصائل الأخرى. وعلى العكس من ذلك، يعيش سمك موسى، بشكل حصري تقريبًا في القاع، وتتغذى على اللافقاريات. ويتباين هذا النوع من الأسماك بشكل أكثر حدة، وقد يفتقد إلى الأسنان على جانب من جوانب الفك.
ويتراوح حجم السمك المفلطح ما بين حجم أسماك تارفوس أوليجولبيس (Tarphops oligolepis)، والتي يصل طولها إلى 4.5 سنتيمتر (1.8 إنش)، وتزن2 grams (0.071 أونصة)، وبين أسماك هلبوت الأطلسي، والتي تصل إلى 2.5 متر (8.2 قدم) و316 كيلو غرام (700 باوند).

## التكاثر
تضع الأسماك المفلطحة بيضًا يفقس ليصبح يرقات تشابه السمك التقليدي، المتناظر. وتكون هذه في البداية مطولة، ولكن سريعًا ما تتطور إلى شكل أكثر دائرية. وعادةً ما يكون لدي اليرقات أشواك حامية على الرأس، وعلى الزعانف، وعلى الزعانف البطنية والظهرية. وتمتلك أيضًا مثانة سباحة، وبدلاً من سكنى القاع تتفرق من مناطق فقسها لتصبح عوالق.
وتتراوح الفترة العوالقية بين الأنواع المختلفة من الأسماك المفلطحة، ولكنها تبدأ التحول إلى الشكل البالغ في نهاية الأمر. وتنتقل أحد أعينها عبر قمة الرأس وإلى الجانب الآخر من البدن، تاركةً السمكة عوراء. وتفقد أيضًا اليرقة مثانتها السابحة والأشواك، والجلد السلفي، واضعةً جانبها الأعمى على السطح السفلي.

## التطور
في عام 2008، تم التعرف على حفرية سمكة عمرها 50 مليون عام، أمفيستيم، كقريبة بدائية للسمكة المفلطحة وكـ حفرية إنتقالية. وفي سمكة معاصرة تقليدية، تكون الرأس متباينة حيث تتواجد العينان على نفس الجانب من الرأس. وفي أسماك أمفيستيم (Amphistium)، لا يكتمل تحول الرأس المتناظرة كما هو الحال في الفقاريات؛ حيث تظل عين واحدة قريبة من قمة الرأس. وقد توصل الباحثون إلى أن «التغير حدث تدريجيًا، بطريقة متناغمة مع التطور عبر الاصطفاء الطبيعي— وليس فجأةً، خاصةً وأنه في وقت من الأوقات؛ لم يكن للباحثين خيار غير التصديق.»
وقد تمت الإشارة للأسماك المفلطحة كـ دليل على التطور الدرامي. ويشرح ريتشارد دوكينز (Richard Dawkins) في كتابه صانع الساعات الأعمى (The Blind Watchmaker)، تاريخ تطور السمك المفلطح على النحو التالي:
…لدي الأسماك العظمية ميل واضح لأن تصبح مفلطحة في اتجاه رأسي…. فإنه إذًا لمن الطبيعي عندما أخذ أسلاف [السمكة المفلطحة] قاع البحر، وجب عليهم الرقود على جانب واحد…. ولكن هذا رفع مشكلة أن أحد الأعين كانت دائمة النظر إلى الأسفل في الرمال وكانت غير مفيدة فعليًا. وقد تم حل تلك المشكلة في التطور من خلال «تحرك» العين السفلى دائريًا إلى الجانب الأعلى.

## معرض صور

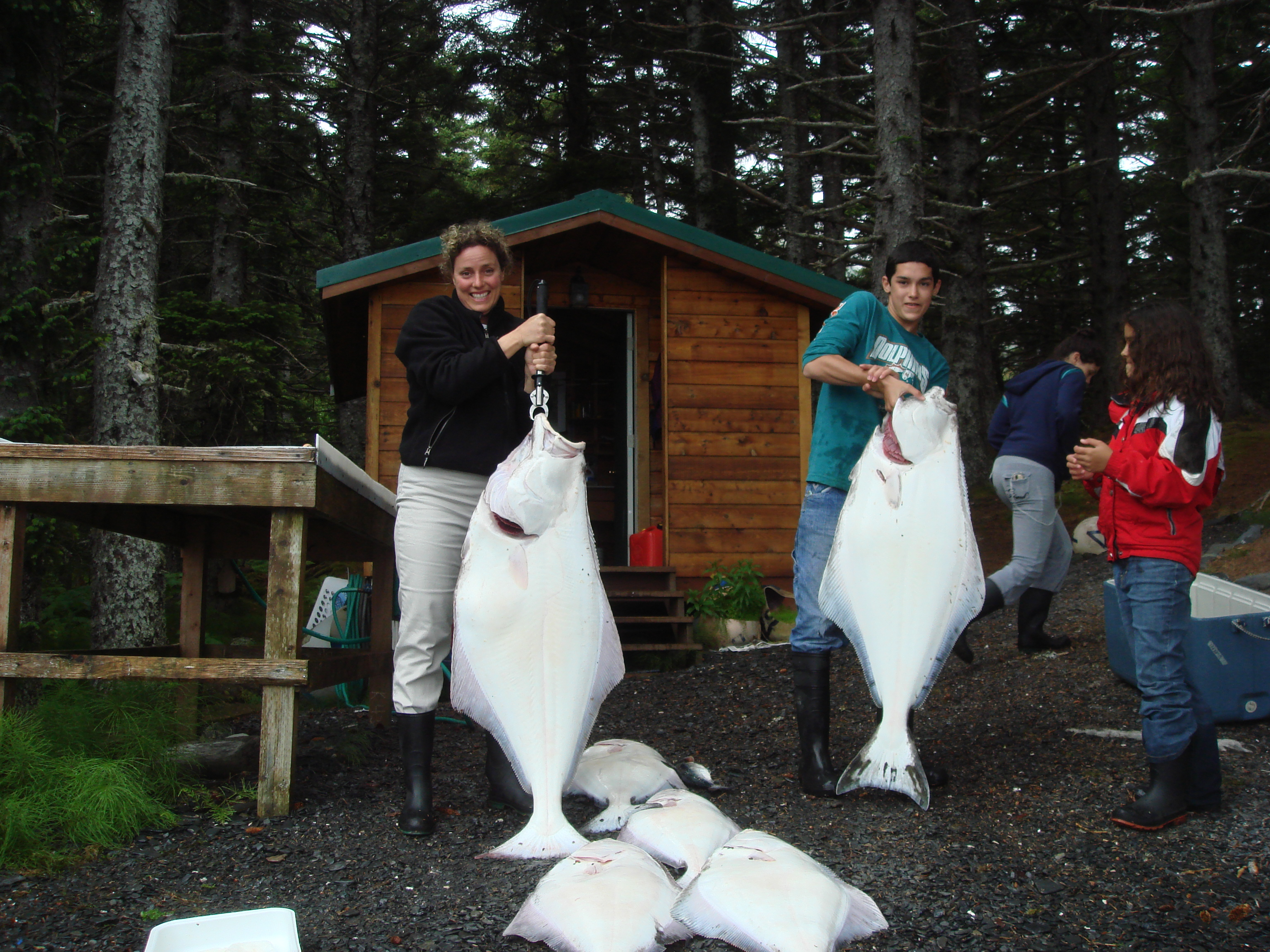
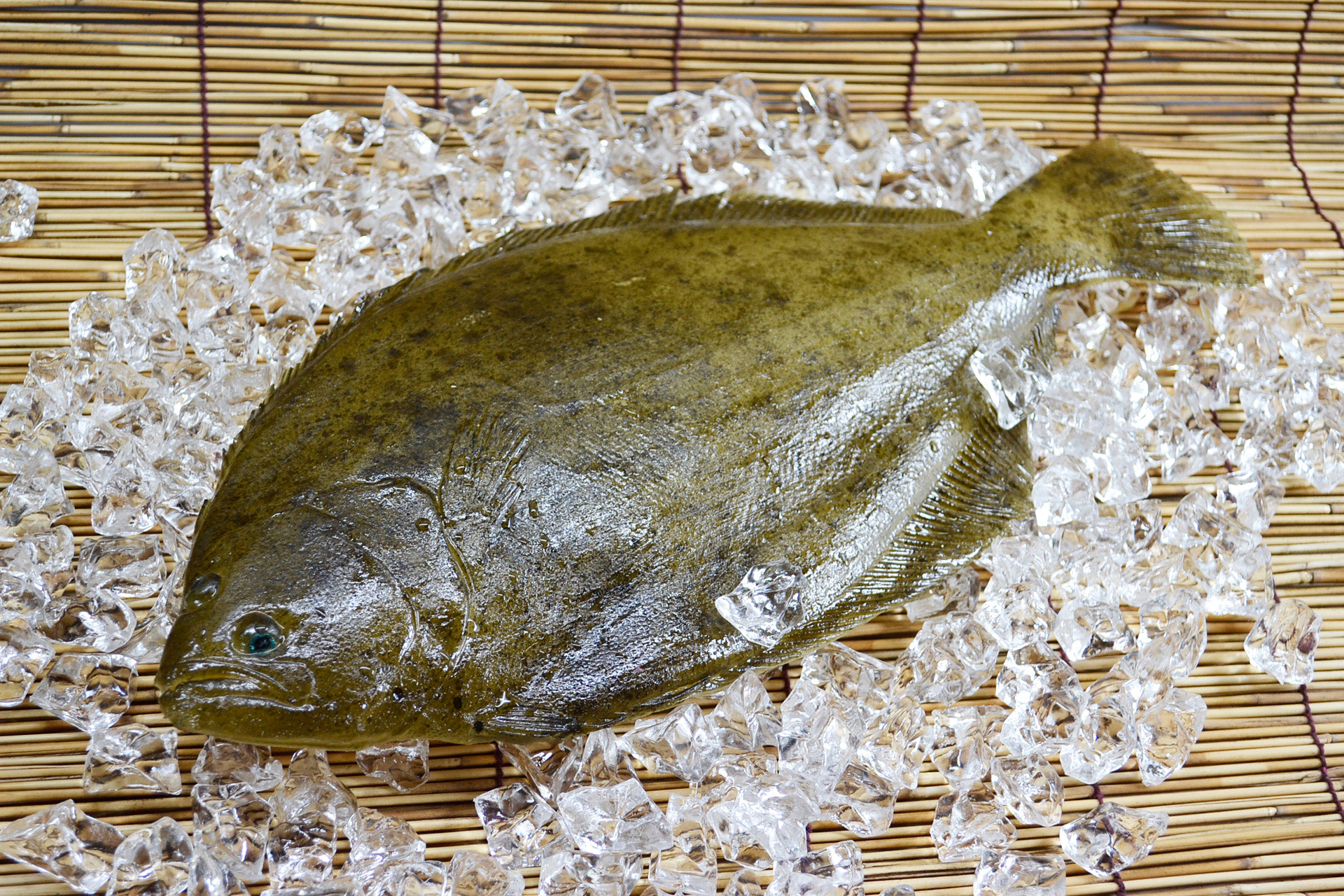
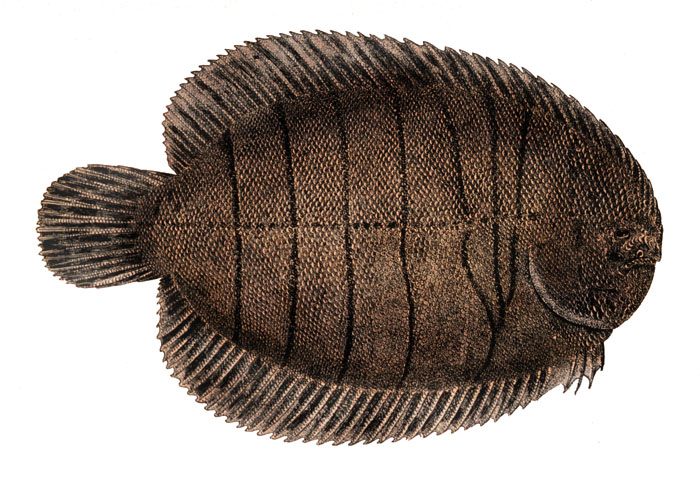
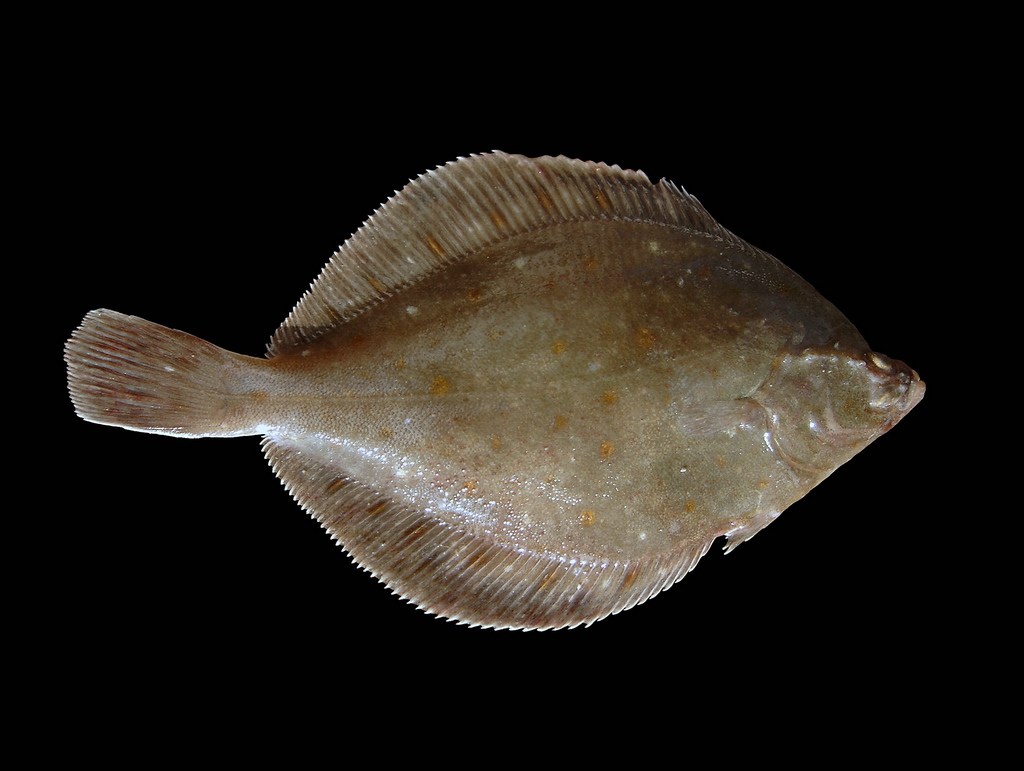
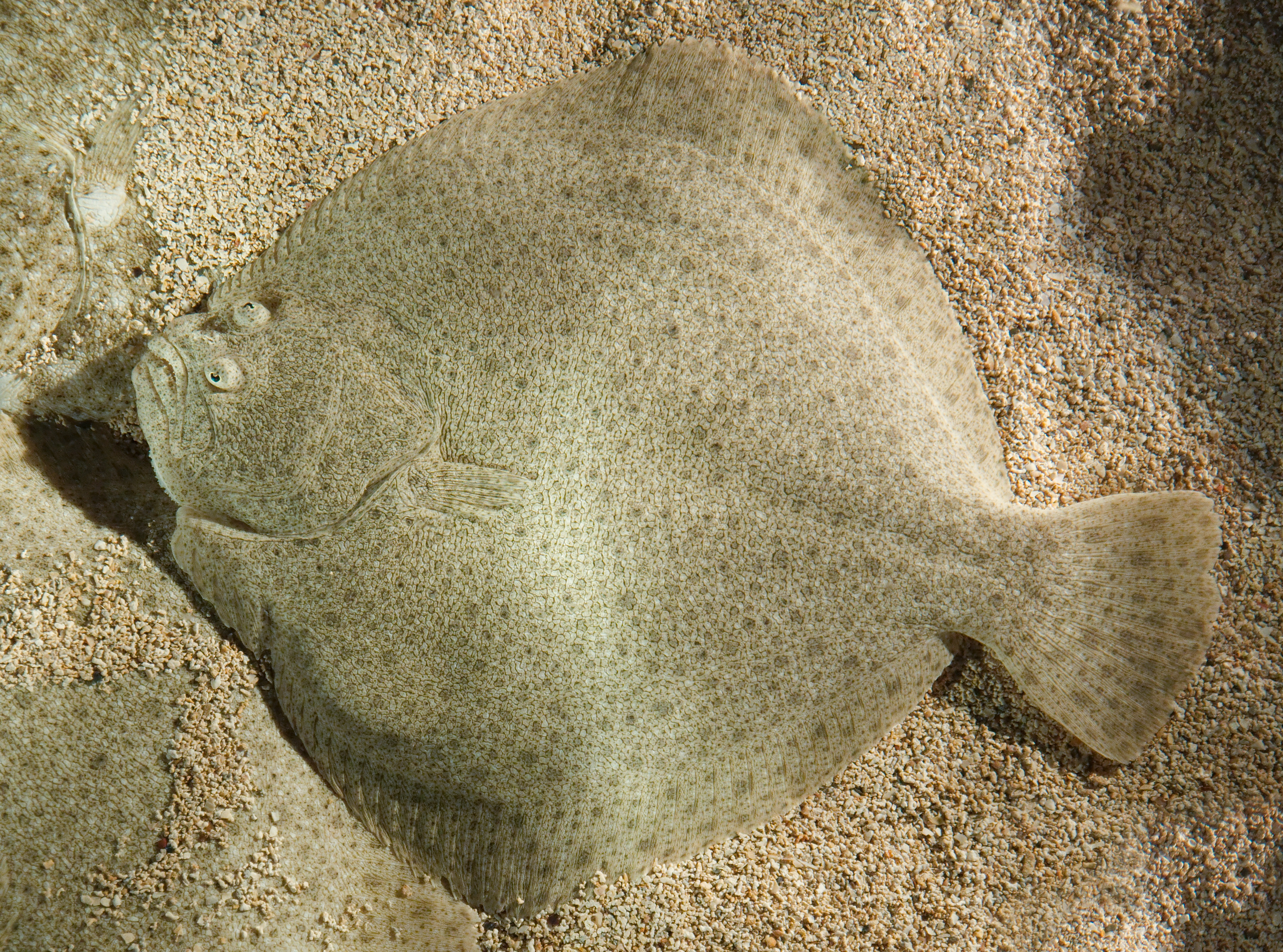

## الأنواع ومجموعات الأنواع
- البريل
- الداب
- داب الرمال
- المفلطح
- الهلبوت
- المغريم
- سمك موسى
- السول
- سمك اللسان
- التربوت

## وصلات خارجية
- Information on Canadian fisheries of plaice